# Fridolin Wiplinger
Fridolin Wiplinger (* 17. Januar 1932 in Haslach an der Mühl (Oberösterreich); † 4. Februar 1973)  war ein österreichischer Philosoph.
Er stand als Phänomenologe vor allem in der Tradition Martin Heideggers.

## Leben und Werk
Wiplinger besuchte das Bischöfliches Gymnasium Petrinum in Linz und studierte anschließend Philosophie, Pädagogik, Geschichte und Germanistik in Wien, Freiburg im Breisgau und Berlin. In seiner Dissertation  ging er der Frage nach dem Wesen der Wahrheit im Denken Martin Heideggers nach.
Ab 1964 arbeitete Wiplinger als Assistent am II. Philosophischen Institut der Universität Wien. 1969 habilitierte er sich mit einer Arbeit »zum Körperphänomen in seiner Bedeutung für den Ursprung der Metaphysik bei Aristoteles«. Sie wurde mit der Kardinal-Innitzer-Preis ausgezeichnet und 1971 als Buch veröffentlicht.
»Philosophie ist eigentlich nur, d. h. sie geschieht nur als und im Philosophieren.« schrieb Wiplinger in seinem 1970 erschienenen Buch »Der personal verstandene Tod«. Auf die Frage, wie der lebende Mensch den Tod selbst erfahren kann, verweist er dort in die »personale Liebe, die nach Unbedingtheit verlangt, nach ›Endgültigkeit‹«.
Zum 1. Januar 1973 wurde Wiplinger zum ordentlichen Professor für Philosophie und Vorstand des II. Philosophischen Instituts in Wien ernannt. Am 4. Februar 1973 starb er an einem Herzinfarkt und hinterließ seine Frau mit drei Kindern. Bei seinem letzten Gespräch mit Heidegger soll Wiplinger zu diesem gesagt haben, dass „er noch nicht durch sei“, was zeigt, dass sein Werk fragmentarisch geblieben ist, wenn auch das Wesentliche in diesem bereits enthalten ist.
Wiplingers wenige Monate zuvor mit Heidegger geführte Gespräch wurde Geleitwort des von Peter Kampits aus dem Nachlass herausgegebenen Buches »Metaphysik«, einer Vorlesung aus dem Wintersemester 1972/73 über »Grundfragen ihres Ursprungs und ihrer Vollendung«. Eine Hauptsorge gilt auch hier dem Bedenken der Ursprünge und zugleich der Entwicklungsgeschichte von philosophischen Grundgedanken.
Wiplinger besuchte wenige Monate vor seinem Tod Heidegger und begann das Gespräch mit den Worten: »Was mich seit einiger Zeit umtreibt, ist der Anfang Ihres ›Briefes über den Humanismus‹ aus dem Jahre 1946.« Nach Heideggers Verweis auf »die Theoria bei den Griechen« erwiderte er: »Gerade wenn ich die Theoria im ontologischen Sinne festhalte, komme ich in die größten Schwierigkeiten; denn auch das ontologische Denken ist für mich zugleich praxisbezogen, freilich in einem höheren Sinne, insofern jetzt Praxis den christlichen Offenbarungsglauben meint.«.

## Buchveröffentlichungen
- Wahrheit und Geschichtlichkeit. Eine Untersuchung über die Frage nach dem Wesen der Wahrheit im Denken Martin Heideggers. Verlag Karl Alber, Freiburg i. Br./ München 1961.
- Der personal verstandene Tod. Todeserfahrung als Selbsterfahrung. Verlag Karl Alber, Freiburg i. Br./ München 1970,2. Aufl. 1980, 3. Aufl. 1985. ISBN 978-3-495-47205-7.
- Physis und Logos. Zum Körperphänomen in seiner Bedeutung für den Ursprung der Metaphysik bei Aristoteles. Verlag Karl Alber, Freiburg i. Br./ München 1971.
- Metaphysik. Grundfragen ihres Ursprungs und ihrer Vollendung. Geleitwort von Martin Heidegger. Hrsg. von Peter Kampits. Verlag Karl Alber, Freiburg i. Br./ München 1976, ISBN 978-3-495-47335-1.